# NGC 6464
NGC 6464 في الفهرس العام الجديد، هي مجرة، تقع في كوكبة التنين. اكتشفت في 18 سبتمبر 1884 بواسطة لويس سويفت.

## روابط خارجية
- NGC 6464 على موقع ويكي سكاي: DSS2, SDSS, GALEX, IRAS, Hydrogen α, X-Ray, Astrophoto, Sky Map, Articles and images